# Gare de Vielsalm
La gare de Vielsalm est une gare ferroviaire belge de la ligne 42, Rivage - Gouvy-frontière, située sur le territoire de la commune de Vielsalm, en Région wallonne dans la province de Luxembourg.
Elle est mise en service en 1866 par la Compagnie des chemins de fer de l'Est, l'exploitant des lignes de la Société royale grand-ducale des chemins de fer Guillaume-Luxembourg. C'est une gare de la Société nationale des chemins de fer belges (SNCB) desservie par des trains InterCity (IC) et d’heure de pointe (P).

## Situation ferroviaire
Établie à 368 m d'altitude, la gare de Vielsalm est située au point kilométrique (PK) 46,70 de la ligne 42, Rivage - Gouvy-frontière, entre les gares ouvertes de Trois-Ponts et de Gouvy. C'est une ancienne gare de bifurcation, origine de la ligne 47A, de Vielsalm à Born (fermée et hors-service).
La ligne à voie unique est à double voies sur le tronçon de Vielsalm à Gouvy,.

## Histoire
La station de Vielsalm est mise en service, le 20 février 1867, par la Compagnie des chemins de fer de l'Est, l'exploitant des lignes de la Société royale grand-ducale des chemins de fer Guillaume-Luxembourg (GL), lors de l'ouverture à l'exploitation de la ligne de Spa à la frontière.
En 1872 elle est, comme la ligne, nationalisée par l'État Belge qui a racheté les infrastructures à la Compagnie GL.
En 1916, durant l'occupation, plusieurs gares de la ligne furent renommées ; Vielsalm devint ainsi "Altsalm".
La démolition du bâtiment de la gare fut envisagée en 1993, mais a été évitée.
La cour à marchandises ferme en 1994 ; le guichet et la salle d'attente ferment dans les années 2010.
Fin 2019, le bâtiment, loué à la SNCB, accueille une cafétéria-sandwicherie tandis que la salle des pas perdus est rouverte aux voyageurs. Le syndicat d'initiative local, qui a parrainé ce projet, prévoit également un service de location de vélos dans l'ancienne gare.

### Le bâtiment de la gare
Ce bâtiment des recettes correspond à un modèle standard érigé à plusieurs emplacements (Francorchamps, Grand-Halleux et Stavelot) par le chemin de fer Guillaume-Luxembourg sur la jonction grand-ducale ; il s'agit du dernier représentant de ce type encore debout en Belgique.
Ce bâtiment symétrique, construit en briques, comporte un corps de logis à deux étages de trois travées sous un toit en bâtière transversale, flanqué de deux ailes sans étage de deux travées sous bâtière longitudinale. La toiture est légèrement débordante et chaque pignon possède un œil-de-bœuf. Elle possède une marquise en fer adossée à une des ailes latérales qui remplace une marquise plus ancienne recouvrant également le quai au niveau du corps central.
Une petite aile basse à toit plat a été ajoutée ultérieurement sur la droite mais éliminée lors de la rénovation de la gare, tout comme la halle à marchandises positionnée à gauche du bâtiment des voyageurs.
Le rez-de-chaussée du bâtiment sert actuellement de lieu de restauration et d'espace pour les voyageurs tandis que deux appartements ont été aménagés à l'étage.

## Service des voyageurs

### Accueil
Halte SNCB, c’est un point d'arrêt non géré (PANG) à accès libre. Un service pour les personnes à mobilité réduite est assuré tous les jours sur réservation. Une cafétéria a été aménagée dans le bâtiment et l'ancienne salle d'attente est ouverte aux voyageurs.

### Desserte
Vielsalm est desservie par des trains InterCity (IC) et d'heure de pointe (P) de la SNCB.
En semaine, la gare est desservie toutes les heures par des trains IC-33 entre Liège-Guillemins et Luxembourg. Deux trains P reliant Gouvy à Liège-Guillemins se rajoutent le matin et effectue le même trajet dans l’autre sens l'après-midi.
Les week-ends et jours fériés, la desserte se résume aux IC-33 Liers - Luxembourg, qui circulent toutes les deux heures.

### Intermodalité
Un parc pour les vélos et un parking pour les véhicules y sont aménagés. Des bus TEC desservent la gare

## Comptage voyageurs
Ce graphique et tableau montre le nombre de voyageurs embarquant en moyenne durant la semaine, le samedi et le dimanche.
| Nombre de passagers qui embarquent à la gare de Vielsalm | Nombre de passagers qui embarquent à la gare de Vielsalm | Nombre de passagers qui embarquent à la gare de Vielsalm | Nombre de passagers qui embarquent à la gare de Vielsalm |
|                                                          | Semaine                                                  | Samedi                                                   | Dimanche                                                 |
| -------------------------------------------------------- | -------------------------------------------------------- | -------------------------------------------------------- | -------------------------------------------------------- |
| 1977                                                     | 194                                                      | 74                                                       | 100                                                      |
| 1978                                                     | 224                                                      | 88                                                       | 131                                                      |
| 1979                                                     | 231                                                      | 65                                                       | 110                                                      |
| 1980                                                     | 259                                                      | 110                                                      | 162                                                      |
| 1981                                                     | 201                                                      | 54                                                       | 168                                                      |
| 1982                                                     | 227                                                      | 89                                                       | 152                                                      |
| 1983                                                     | 228                                                      | 59                                                       | 88                                                       |
| 1984                                                     | 278                                                      | 139                                                      | 200                                                      |
| 1985                                                     | 270                                                      | 80                                                       | 222                                                      |
| 1986                                                     | 247                                                      | 98                                                       | 182                                                      |
| 1987                                                     | 242                                                      | 52                                                       | 164                                                      |
| 1988                                                     | 284                                                      | 96                                                       | 236                                                      |
| 1989                                                     | 242                                                      | 132                                                      | 217                                                      |
| 1990                                                     | 354                                                      | 236                                                      | 193                                                      |
| 1991                                                     | 273                                                      | 169                                                      | 278                                                      |
| 1992                                                     | 264                                                      | 98                                                       | 201                                                      |
| 1993                                                     | 247                                                      | 106                                                      | 171                                                      |
| 1994                                                     | 291                                                      | 119                                                      | 225                                                      |
| 1995                                                     | 231                                                      | 151                                                      | 262                                                      |
| 1996                                                     | 252                                                      | 107                                                      | 320                                                      |
| 1997                                                     | 231                                                      | 160                                                      | 274                                                      |
| 1998                                                     | 218                                                      | 112                                                      | 244                                                      |
| 1999                                                     | 314                                                      | 166                                                      | 216                                                      |
| 2000                                                     | 205                                                      | 144                                                      | 226                                                      |
| 2001                                                     | 187                                                      | 124                                                      | 140                                                      |
| 2002                                                     | 204                                                      | 84                                                       | 171                                                      |
| 2003                                                     | 231                                                      | 98                                                       | 196                                                      |
| 2004                                                     | 210                                                      | 110                                                      | 148                                                      |
| 2005                                                     | 256                                                      | 120                                                      | 220                                                      |
| 2006                                                     | 209                                                      | 111                                                      | 238                                                      |
| 2007                                                     | 196                                                      | 103                                                      | 175                                                      |
| 2008                                                     | -                                                        | -                                                        | -                                                        |
| 2009                                                     | 202                                                      | 94                                                       | 184                                                      |
| 2010                                                     | -                                                        | -                                                        | -                                                        |
| 2011                                                     | -                                                        | -                                                        | -                                                        |
| 2012                                                     | 259                                                      | 100                                                      | 321                                                      |
| 2013                                                     | 284                                                      | 124                                                      | 213                                                      |
| 2014                                                     | 277                                                      | 110                                                      | 211                                                      |
| 2015                                                     | 254                                                      | 146                                                      | 201                                                      |
| 2016                                                     | 240                                                      | 135                                                      | 240                                                      |
| 2017                                                     | 286                                                      | 128                                                      | 169                                                      |
| 2018                                                     | 309                                                      | 99                                                       | 174                                                      |
| 2019                                                     | 219                                                      | 114                                                      | 173                                                      |
| 2020                                                     | 232                                                      | 81                                                       | 126                                                      |
| 2021                                                     | -                                                        | -                                                        | -                                                        |
| 2022                                                     | 380                                                      | 189                                                      | 270                                                      |
| 2023                                                     | 335                                                      | 130                                                      | 225                                                      |
| 2024                                                     | 361                                                      | 120                                                      | 238                                                      |

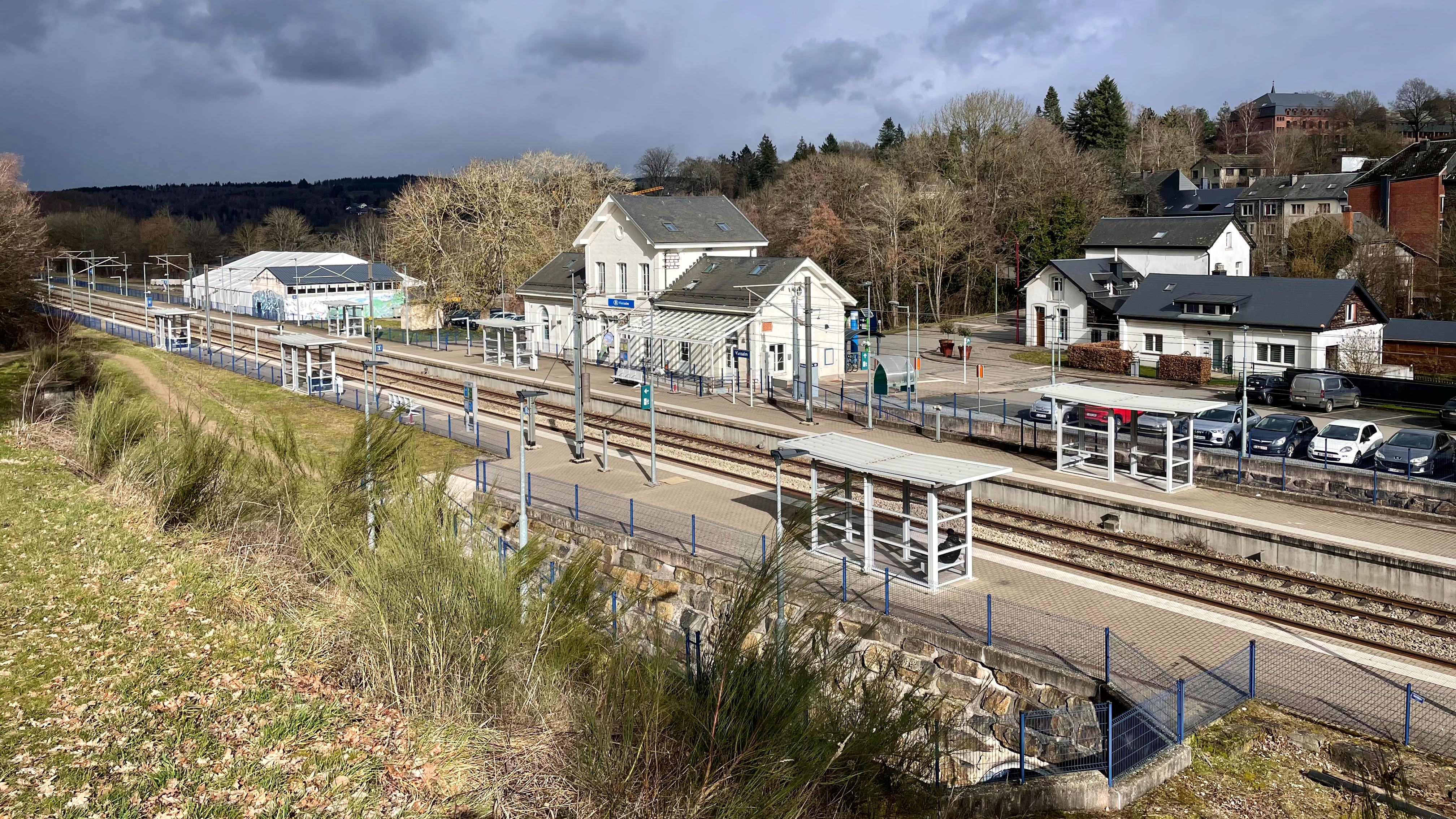
Vue d'ensemble.
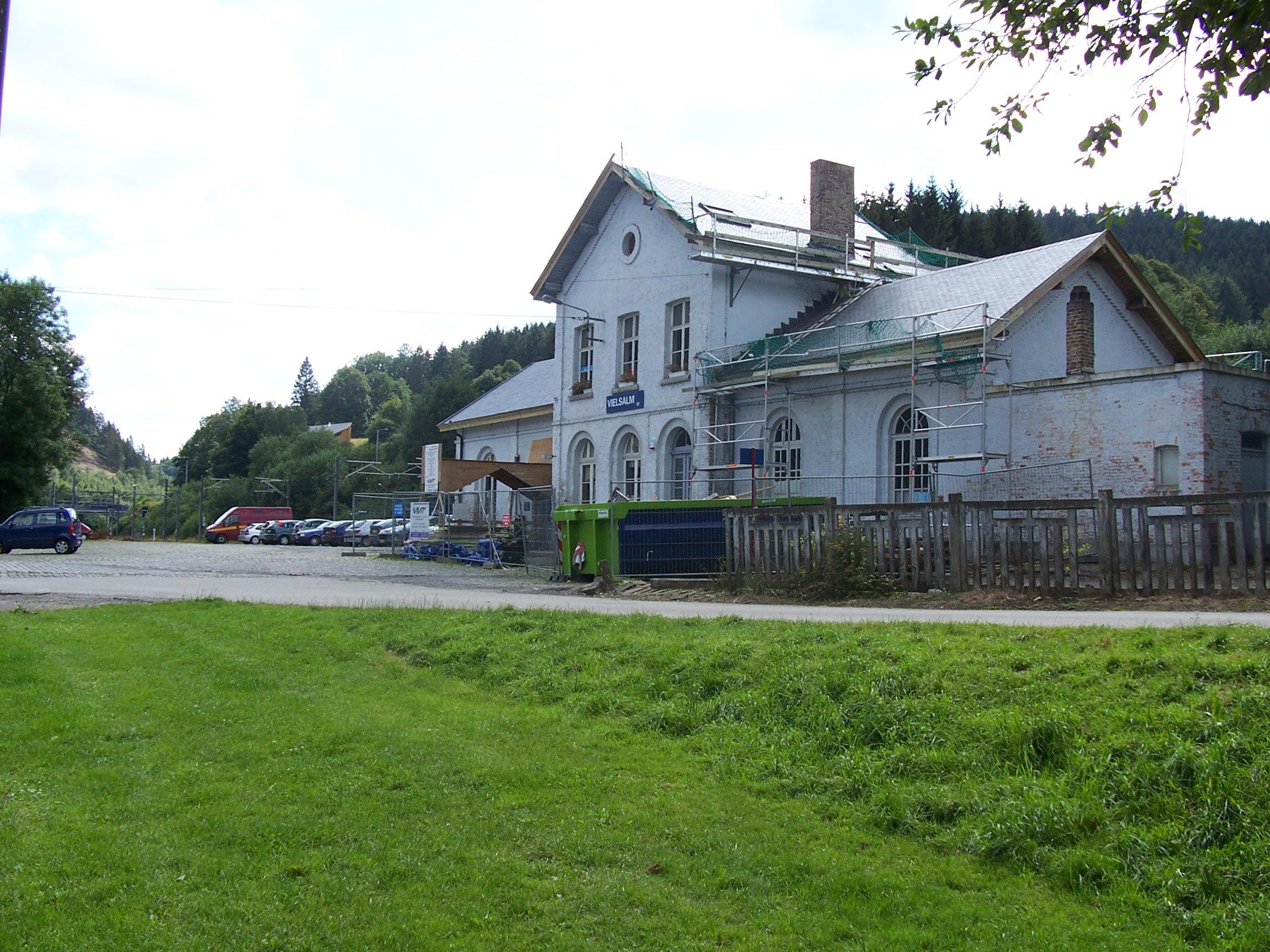
Rénovation en 2007.
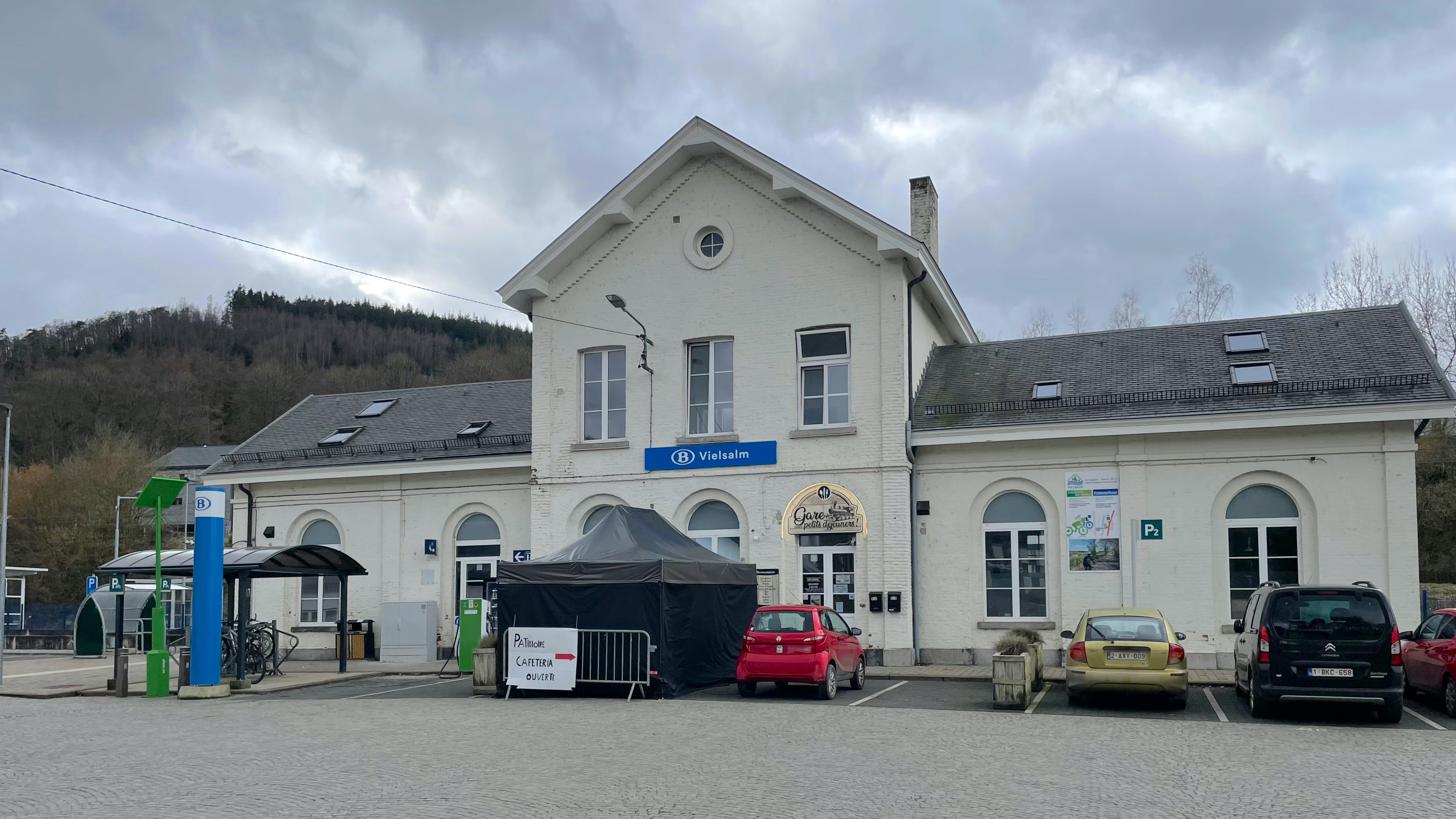
Bâtiment en 2023.
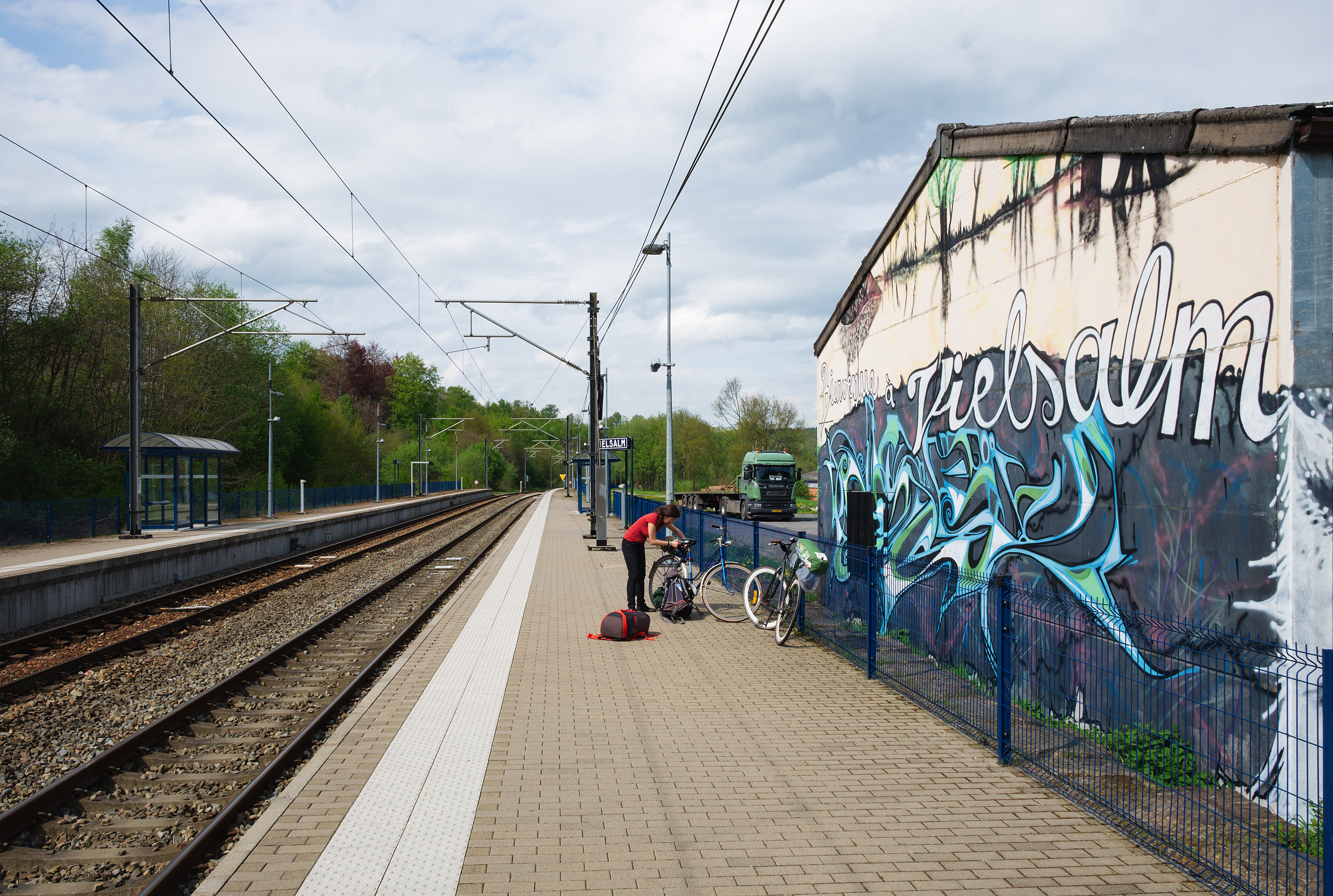
Fresque "Bienvenue à Vielsalm".